# Beauchamp (famiglia)
Beauchamp è una famiglia inglese avente origini normanne.
Il nome deriva dal latino Bello Campo e nacque da una delle più antiche famiglie anglo-normanne.

## Baroni di Bedford
Il titolo venne creato da Guglielmo II d'Inghilterra per Paine de Beauchamp.
Ebbe tale titolo anche William de Beauchamp, High Sheriff di Bedfordshire e Buckinghamshire che prese parte alla Prima guerra dei baroni.
Il titolo si fuse nel 1138, 1366 e 1414 con quello di duca di Bedford.

## Conti di Warwick

Stemma di Thomas de Beauchamp, XI conte di Warwick

Nel 1268 divennero conti di Warwick: William de Beauchamp ereditò il titolo alla morte senza figli dello zio materno William Maudit, VIII conte di Warwick.
Sarebbe rimasto alla famiglia fino al 1492 con la morte di Anne de Beauchamp, XVI contessa di Warwick, figlia di Richard de Beauchamp, XIII conte di Warwick e moglie di Richard Neville.

## Baroni Beaucham

Stemma di John de Beauchamp, primo barone Beauchamp

Dal 1299 vennero creati i baroni Beauchamp. Il titolo venne in realtà creato diverse volte nella storia dell'Inghilterra e del Regno Unito. Appartenne comunque alla famiglia Beauchamp fino al 1503 per poi passare alla famiglia Seymour.

## Baroni Beauchamp di Bletso
Barone Beauchamp di Bletso fu un titolo nobiliare creato quando Roger de Beauchamp (?- 1379/1380), figlio di Giles de Beauchamp e Catherine de Bures, fece parte del Parlamento come primo Barone Beauchamp di Bletso dal 1363 al 1379.
Suo figlio Roger (died 1373/1374), nato dal primo matrimonio con Sybil de Patshull, non fu invece convocato in Parlamento. Egli fu il padre di Sir Roger Beauchamp (1362-13 maggio 1406), proprietario di terre a Bletsoe, Bedfordshire, Spelsbury, Oxfordshire e Lydiard Tregoze, Wiltshire e rappresentante nel parlamento del Bedfordshire nel 1399.
Il figlio di Sir Roger Beauchamp (1362–1406) e di sua moglie Mary fu John Beauchamp di Bletso (1396-1412). Egli sposò prima Margaret Holand, figlia di Sir John Holand, e poi Edith Stourton, figlia di Sir John Stourton, sceriffo di Dorset e Somerset, e di Catherine Beaumont, figlia di Henry Beaumont, III Barone Beaumont.
Da Edith Stourton John Beauchamp ebbe due figli:
- John Beauchamp (1410-morto giovane);
- Margaret Beauchamp (1406 -8 agosto 1482), ultima erede della famiglia e sposa di John Beaufort, I duca di Somerset (1404–1444). Il bis bis bis nipote di Margaret fu creato Barone St John di Bletso nel 1582.

## Baroni Bergavenny
Nel 1392 William de Beauchamp, figlio di Thomas de Beauchamp, XI conte di Warwick, venne creato barone Bergavenny titolo che sarebbe passato ai suoi discendenti fino ad Elizabeth de Beauchamp, moglie di Edward Neville e morta nel 1448. Il padre di Elizabeth, Richard de Beauchamp, ottenne nel 1420 anche il titolo di conte di Worcester.

## Conti Beauchamp

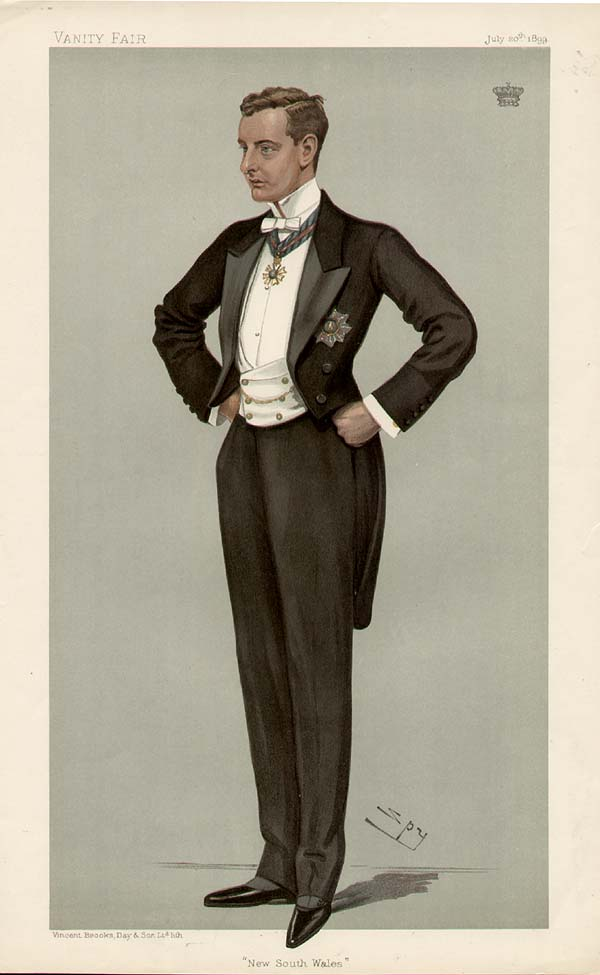
William Lygon, VII conte Beauchamp

Il titolo Conte Beauchamp venne creato nel 1815 per William Lygon e si estinse con la morte nel 1979 di William Lygon, VIII conte Beauchamp.

## Baronetti Beauchamp
Vennero creati due titoli di baronetto Beauchamp nel Regno Unito ed entrambi sono estinti.
Il baronetto Beauchamp di Grosvenor Place, nella contea di Londra, fu creato il 27 giugno 1911 per Edward Beauchamp, deputato del parlamento per Lowestoft. Egli fu il secondo figlio del reverendo William Henry Beauchamp, secondo figlio a sua volta di William Beauchamp-Proctor, III Baronetto di Proctor-Beauchamp. Il titolo si estinse con la morte nel 1976 del secondo baronetto Brograve Campbell Beauchamp.
Il baronetto Beauchamp di Woodborough, nella contea di Somerset, fu creato il 4 ottobre 1918 per Frank Beauchamp. Il titolo si estinse con la morte del secondo baronetto Douglas Clifford Beauchamp nel 1983.